# Benchigaddi, Shorapur
Benchigaddi là một làng thuộc tehsil Shorapur, huyện Gulbarga, bang Karnataka, Ấn Độ.